# Ezri Konsa
Ezri Konsa Ngoyo (23 d'octubre de 1997) és un futbolista professional anglès que juga com a defensa central per l'Aston Villa FC de la Premier League.